# Перший міжнародний антиєврейський конгрес
Перший міжнародний антиєврейський конгрес (нім. Der erste internationale Antijüdischen-Congress) — зібрання представників антисемітських організацій різних країн з метою отримання конфіденційних порад 
| «щодо наступних цілей антиєврейського руху, а також про шляхи, що ведуть до ефективної міжнародної боротьби з єврейськими позиціями у високих фінансах, як у торгівлі, у сільському господарстві, так і в ремісничому житті, у політиці як у комунальних відносинах, у пресі, а також у мистецтві та науці» [1]. |
Відбувся у Дрездені 11–12 вересня 1882 року.

## Передумови

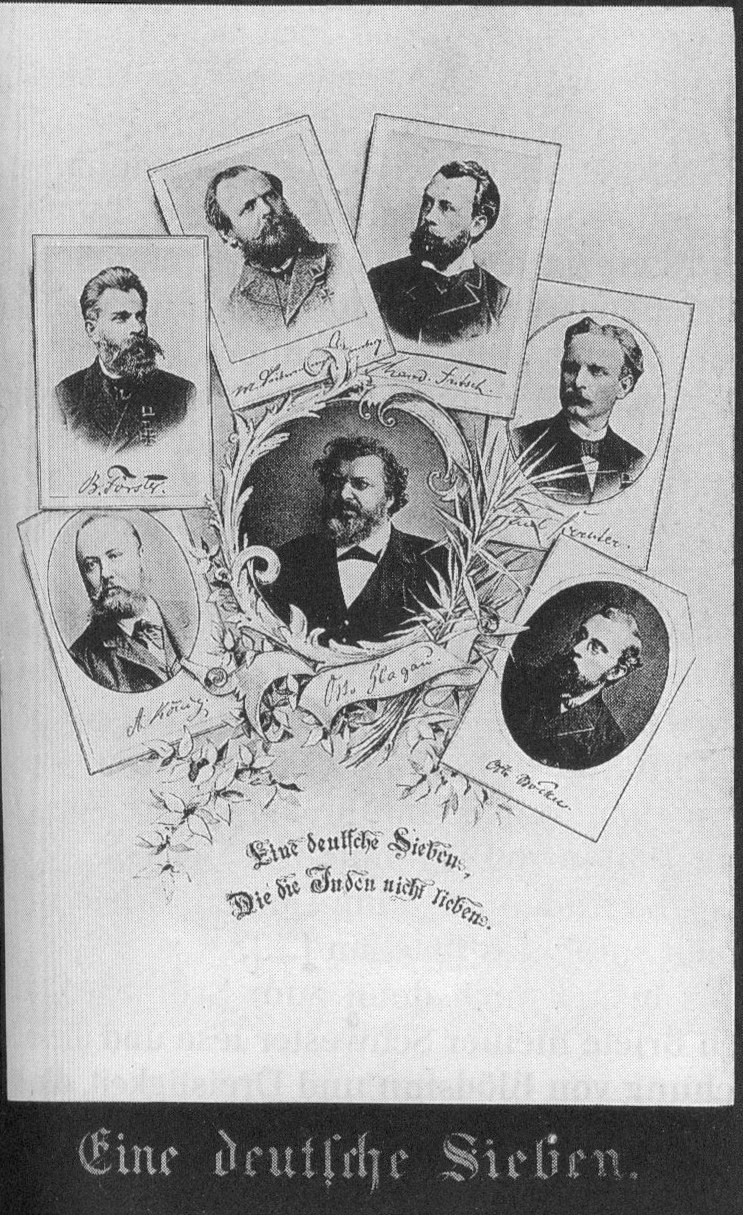
«Німецька сімка, яку євреї не люблять». Отто Глагау (посередині), навколо нього Адольф Кеніг, Бернхард Ферстер, Макс Ліберман фон Зонненберг, Теодор Фріч, Поль Ферстер та Отто Беккель (близько 1880 року)

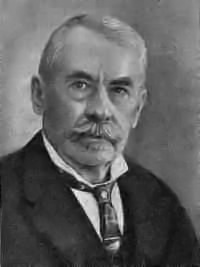
Теодор Фріч

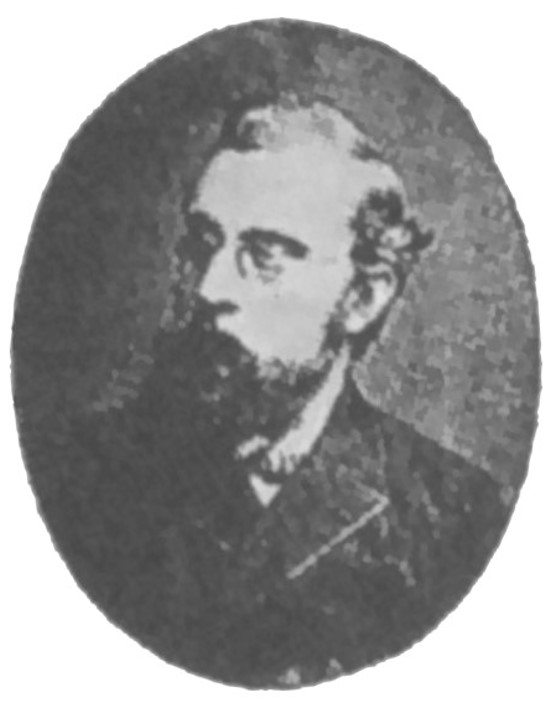
Отто Бекель

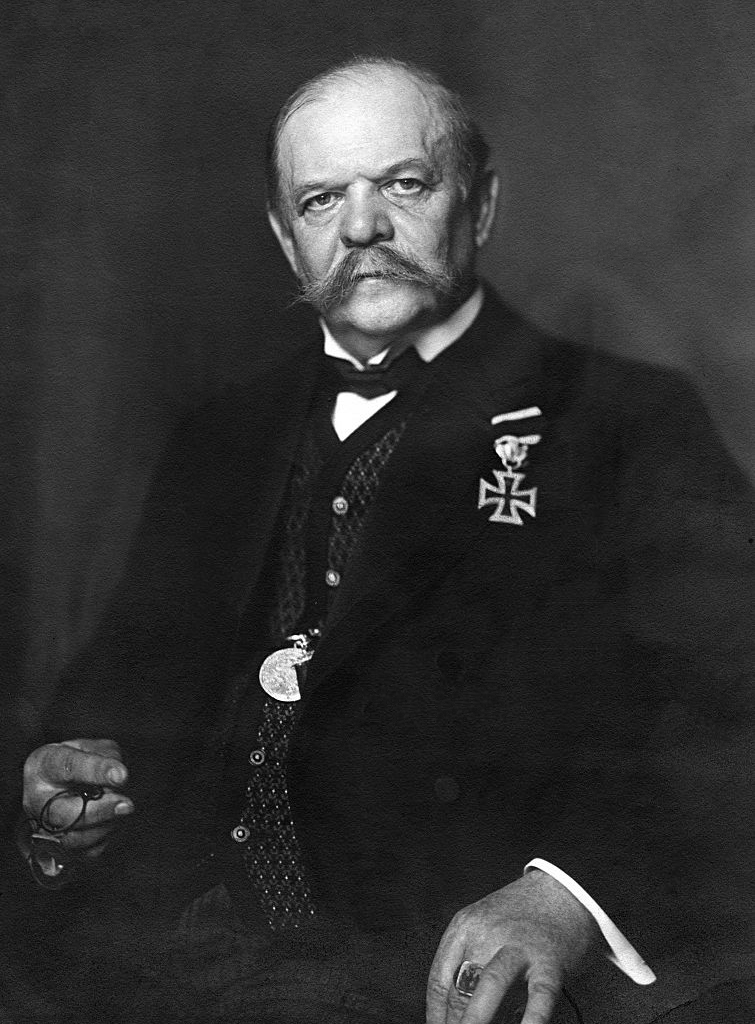
Макс Ліберман фон Зонненберг

Дослідники антисемітизму зазначають, що його витоки лежать у глибині століть  . 

Розвиток антисемітизму в Німеччині наприкінці XIX ст. пов'язаний з іменами Вільгельма Марра, Отто Глагау (нім. Otto Glagau), Адольфа Штеккера (нім. Adolf Stoecker), Генріха фон Трейчке, Ойгена Карла Дюрінга (нім. Eugen Karl Dühring), Хьюстона Стюарта Чемберлена (англ. Houston Stewart Chamberlain). Їх позиція стала прикладом антиєврейських настроїв, що сформувалися в німецькому інтелектуальному середовищі XIX — початку XX ст. «Єврейське питання» стояло на порядку денному у багатьох європейських країнах. Водночас в Німеччині існували радикальні антисемітські рухи, що об'єднували дрібних міських буржуа, селян, люмпен-пролетарів, котрі фокусували своє невдоволення на єврействі як на конкурентові у торговельно-економічній сфері. «Ліга антисемітів», побудована за принципом вождизму, збирала тисячі підписів під петицією з вимогою обмежити громадянські права євреїв, а 1880 року організувала погроми.
На початку 1880-х років антисемітські організації Німеччини долучилися до міжнародного об'єднання, до якого увійшли антисеміти Російської та Австро-Угорської імперій.
Внаслідок поділу Польщі Російська імперія отримала значне єврейське (юдейське) населення. На кінець XIX ст. суперечки навколо єврейського питання в Росії мали місце і про європейський антисемітизм вже було широко відомо. До цього європейського антисемітського руху ставилася з великою повагою певна частина російської інтелигенції. Іван Аксаков закликав вчитися антисемітизму у Заходу. 1881 року у заснованій ним газеті «Русь» він писав: 
| Антисемітичний рух, антисемітичний союз, що виник нещодавно у Німеччині, в країні, що стоїть на чолі європейської культури,— це не є породження релігійної нетерпимості, продукт грубого невігластва, ретроградства і т. ін., як думають наші наївні «ліберали». Це є ознака часу, що свідчить про пробудження суспільної свідомості,— пробудження, може бути, запізніле. У будь-якому випадку, західноєвропейський християнський світ очікує в майбутньому, в тій чи іншій формі, боротьба на життя і смерть з Юдаїзмом, який прагне замінити світодержавну християнську ідею другою семітичною ж ідеєю, також світодержавною, але негативною, але антихристиянською. [4] Оригінальний текст (рос. дореф.) [Антисемитическое движеніе, антисемитическій союзъ, возникшій недавно въ Германіи, въ странѣ, стоящей во главѣ европейской культуры,- это не есть исчадіе религіозной нетерпимости, продуктъ грубаго невѣжества, ретроградства и т. д., как думают наши наивные "либералы". Это есть признакъ времени, свидѣтельствующій о пробужденіи общественнаго сознанія,- пробужденіи, может - быть, слишкомъ позднемъ. Во всякомъ случаѣ, западно-европейскому христіанскому міру предстоитъ въ будущемъ, въ той или другой формѣ, борьба на жизнь и смерть съ Іудаизмомъ, стремящимся замѣнить міродержавную христіанскую идею другою семитическою же идеею, также міродержавною, но отрицательною, но антихристіанскою.] Помилка: {{Lang}}: текст вже має курсивний шрифт (допомога) |
Як відзначають дослідники, ненависть до єврейства проходить через усі (й «ліві» і «праві») російські політичні течії 1860 – 1870–х років .
На той час в Росії як раз мали місце кілька погромів (1881). Німецькі антисеміти хотіли показати, що їхня батьківщина не поступається Росії. Демагогічному антисемітизму потрібні були «вуличні» методи боротьби і «євангельські» промови Адольфа Штеккера, що викликали на народних мітингах лише захоплені крики: «смерть жидам!» «бий жидів!» — не личили тим політичним діячам, з яких сформувався в Німеччині штаб антисемітської партії. Ернстові Хенріці, Германові Альвардтові, Отто Беккелєві потрібні були інші методи боротьби, і 1881 року вибухнув у Німеччині ряд погромів, що мали значні розміри в Штеттині, Данцігу, Шівельбейні і Нейштеттині .
У 1880—1881 роках понад 250 000 громадян Німеччини підписали «Антисемітську петицію» проти правової та соціальної рівності євреїв.
1881 року Макс Ліберман фон Зонненберг звернувся до «антисемітської петиції», за допомогою якої він стає провідною фігурою фолькіше-руху. Петиція закликала до проведення окремого перепису євреїв, їх вигнання з усіх державних установ, державної служби та системи освіти, а також заборони імміграції євреїв до Німеччини. Фон Зонненберг засновує «Дойче Фолькцайтунг» 

## Історія проведення

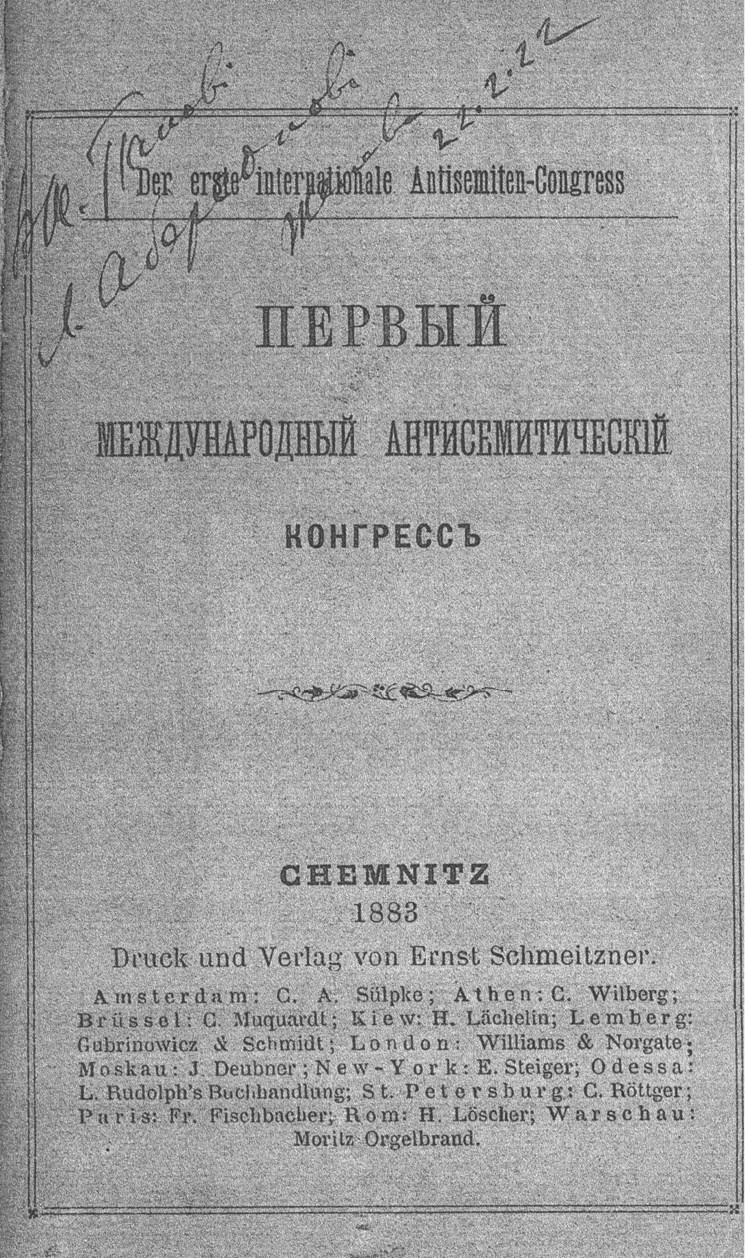
Обкладинка брошури Перший міжнародний антисемітський конгрес російською мовою, 1883.

До 1882 року антисемітизм вже мав міцні корені у Центральній Європі. Олександр Пінкерт (нім. Alexander Pinkert) намагаючись створити єдиний фронт у вересні цього року організував «Перший міжнародний антиєврейський конгрес», залучивши лідерів «Берлінського руху» (А. Штеккер, Б. Ферстер, Ліберманн фон Зонненберг та Ернст Хенріці), кількох австрійців, угорців, а також росіян. У його роботі взяли участь понад 300 запрошених з Німеччини, Австрії, Угорщини та Росії  .
Уряд Прусії відмовив у дозволі на проведення конгресу. Уряд Саксонії не тільки дозволив проведення заходу, а ще й обіцяв свою підтримку.
Ні антисемітські, ні не-антисемітські газети не повідомляли про передбачуваний європейський характер Конгресу. Після його відкриття у Дрездені 11 вересня 1882 року виявилося, шо оголошені учасники не прибули із Франції та з інших західноєвропейських країн, і навіть з Румунії. Учасники походили майже виключно з Німеччини та монархії Габсбургів. Склад антисемітів, зібраних у Дрездені, скоріше відповідав межам старого Райху, аніж пропагованим європейським — міжнародним амбіціям. На трибуні доповідача були бюсти німецького та австрійського імператорів, а також — як господаря-покровителя — саксонця .
Основна складова конференції була зосереджена на розвитку розбіжності між прихильниками Штеккера, що бачили в хрещенні євреїв вирішення «єврейського питання», і расистами, які тримали свою владу і поступово почали брати під контроль антисемітський рух загалом.
Головні учасники конгресу були перелічені у прийнятому Маніфесті: з’їзд відбувся на запрошення перелічених панів:
(1) Фрідріх Карл, рейх-барон фон Фехенбах-Лауденбах, королівський баварський скарбник та майор (у відставці) у Лауденбаху та Соммерау, голова Асоціації захисту торгів та почесний президент Вестфальської асоціації торгів; Доктор Філ.
(2) Ернст Генрічі, в Тегелі поблизу Берліна, голова Асоціації соціального рейху в Берліні;
(3) Віктор фон Істочі, Будапешт, член угорського рейхстагу; Lic. теол.
(4) Густав Коффмане, Бреслау, член правління Німецької асоціації реформ у Бреслау;
(5) Геза фон Оноді, Тиса-Еслар, власник садиби, член угорського рейхстагу;
(6) Вільгельм Пікенбах, Берлін, торговець, голова Німецької асоціації реформ у Берліні;
(7) Олександр Пінкерт-Вальдегг, Дрезден, головний редактор, голова Центрального комітету Німецької партії реформ та Німецької асоціації реформ у Дрездені;
(8) Ернст Шмайцнер, Хемніц, власник видавництва, голова Німецької асоціації реформ у Хемніці;
(9) Рудольф Скалла, Іглау в Моравії, промисловець, голова Австрійської асоціації реформ в Іглау;
(10) Придворний проповідник Адольф Штоккер, Берлін, член німецького рейхстагу та прусської палати депутатів, президент Християнсько-соціальної партії в Берліні;
(11) Карл, рейх-барон фон Тюнген-Росбах, у Росбаху в Нижній Франконії, власник садиби;
(12) Едмунд Вінтерфельдт, Бреслау, редактор, член правління Німецької асоціації реформ у Бреслау;
(13) Сер Карл фон Цербоні ді Спосетті, Відень, редактор, член правління Німецької асоціації реформ у Відні;
(14) Фердинанд Циглер, Бреслау, власник фабрики, голова Німецької асоціації реформ у Бреслау . 
Іван фон Шімоні, був членом угорського парламенту і делегатом Дрезденського конгресу: саме він доповідав зібранню про ритуальне вбивство в Тиса-Есларі . 
Гучними оплесками була зустрінута пропозиція вітати обмежувальні заходи російського уряду щодо євреїв і клопотати перед німецьким урядом видати подібні ж закони стосовно німецьких євреїв .
1883 року у видавництві Ернста Шмайцнера (нім. Ernst Schmeitzner) у Хемніці вийшла друком книга анонімного російського автора-соціаліста, що був присутній на конгресі  делегатом, запрошеним Віктором фон Іштоці, депутатом угорського парламенту і автором Маніфесту конгресу  .

### Прийняті й опубліковані документи

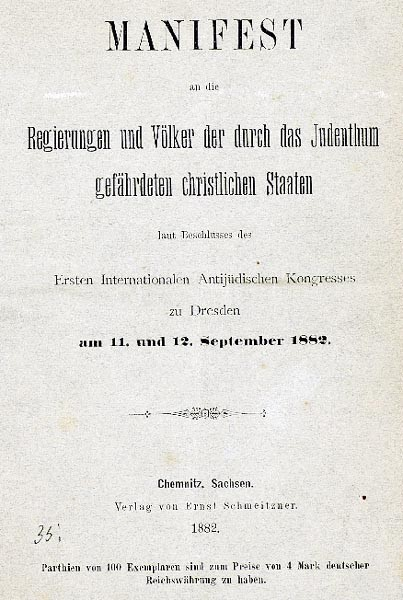
Обкладинка брошури з Маніфестом Першого міжнародного антиєврейського конгресу, 1882

- Маніфест до урядів та народів християнських держав, які перебувають під загрозою юдаїзму згідно з резолюцією Першого міжнародного антиєврейського конгресу в Дрездені 11 і 12 вересня 1882 р. Маніфест був написаний

- Тези барона фон Тюнген-Росбаха та барона фон Фехенбах-Лауденбаха.

Було розповсюджено понад 45 000 примірників цього «Маніфесту» німецькою мовою та у перекладах на російську, чеську та угорську .
- Конгрес створив «постійний комітет» для підтримки громадської уваги та збору пожертв [16].